# Alberto Espino
Alberto Luis Espino de la Peña es un pianista, compositor, letrista, director musical, director teatral y director de cine mexicano.
Es compositor, letrista y libretista de siete obras musicales originales: el musical de jazz latino El día que nos dejemos de querer, la ópera prog rock La flama sagrada, el musical de ragtime y Early Jazz, A tontas y a locas, el musical de Gypsy Jazz Les années folles, el musical La conquista de México, la ópera para niños El gigante egoísta, y la ópera clásica El Príncipe Feliz, estas últimas, basadas en los cuentos homónimos de Oscar Wilde.

## Biografía
Licenciado en derecho por el Instituto Tecnológico y de Estudios Superiores de Monterrey (Campus Chihuahua, México), es el abogado más joven en graduarse de dicha institución, al haber terminado sus estudios de licenciatura antes de cumplir los veinte años de edad. Asistió a Berklee College of Music y cuenta con una maestría en música de Northwestern University, donde estudió composición y dirección musical bajo la tutela de John P. Paynter.
Comenzó su carrera artística a principios de los años noventa, con adaptaciones completas al español de obras del repertorio clásico de teatro musical como Cats (1989), Los miserables (1990), El fantasma de la ópera (1992 y 1999), Chess (1994), La bella y la bestia (1995), Fantasma (1995), Los fantásticos (1997), Jesucristo Superestrella (1998), ante llenos absolutos en el Teatro Universitario de la Universidad Autónoma de Nuevo León, Evita (2000) y recientemente una adaptación redux del musical francocanadiense Notre-Dame de Paris (2019), que tuvo lleno total en la Plaza de Armas de la ciudad de Chihuahua, con una afluencia de más de 28 000 asistentes.
Ha antologado y dirigido conciertos tributo originales a Pink Floyd, The Beatles y Queen, así como conceptualizado y dirigido las revistas músico-teatrales Ragtime (1994), Den oportunidad a la paz (2009) en homenaje a John Lennon, y 11 cuentos de Navidad (2018), a la cual asistieron 20 000 espectadores.
Trabajó en la Universidad Autónoma de Nuevo León en Monterrey, México, como director de la Compañía de Teatro Musical Contemporáneo de la Secretaría de Extensión y Cultura, donde creó y dirigió un homenaje músico-teatral al escritor argentino Jorge Luis Borges, titulado El otro, el mismo, en el marco del centenario de su natalicio en 1999.
Ha puesto en escena tres de sus siete obras originales: El día que nos dejemos de querer (Monterrey, 1999 y Chihuahua, 2002), A tontas y a locas (Chihuahua, 2002) y El gigante egoísta (Chihuahua y Ciudad Juárez, 2018) dentro del espectáculo navideño 11 cuentos de Navidad.
En 2016 estrenó su primer largometraje La flama sagrada, basada en su ópera prog rock del mismo nombre, en el Festival Internacional de Cine de Morelia. Los diálogos de la película están en estrictas «décimas espinelas», una forma de poesía española muy usada durante el Siglo de Oro.